# Jackie Chan
Pour la série d'animation, voir Jackie Chan (série télévisée d'animation).
Pour les articles homonymes, voir Chan.
Cet article possède un paronyme, voir Jackie Shane.
Jackie Chan, né Chan Kong-sang le 7 avril 1954 à Hong Kong, est un acteur, chanteur, cascadeur, scénariste, réalisateur et producteur chinois.
Il est spécialiste en arts martiaux et est reconnu mondialement dans ses films d'action. Dans ses films, il est connu pour son style de combat, son sens de l'humour et ses cascades sensationnelles. Depuis les années 1970, il est apparu dans plus d'une centaine de films. Il a reçu une étoile sur le Hollywood Walk of Fame et l'Avenue des Stars à Hong Kong. En tant qu'icône culturelle, il a été mentionné dans diverses chansons pop, dessins animés et jeux vidéo. En plus d'être acteur, il s'est essayé à la chanson dans les genres cantopop et mandopop, notamment sur le thème de ses films. Il a chanté lors de la cérémonie de clôture des Jeux olympiques d'été de 2008 au stade national de Pékin.
Jackie Chan est un homme d'affaires qui utilise son image dans différents domaines (ligne de vêtements, chaîne de cinémas, etc.) et il possède sa société de production (JCE Movies Limited), qui produit notamment ses films depuis 2005. Il est un important philanthrope, en dédiant une partie des bénéfices qu'il tire de ses activités du show business à des œuvres caritatives. Son autobiographie, I Am Jackie Chan, est sortie en 1998.

## Biographie

### Enfance, formation et débuts professionnels
Jackie Chan est né le 7 avril 1954 à Pic Victoria, dans l'ancienne colonie britannique de Hong Kong, sous le nom de Chan Kong-sang (qui signifie « né à Hong Kong ») de Charles (1914-2008) et Lee-Lee Chan (1916-2002), des réfugiés de la guerre civile chinoise. Il est surnommé Paopao (en chinois, 炮炮 ; ce qui signifie littéralement « Boulet de canon ») à cause de son énergie débordante étant enfant selon certaines sources ou à cause de son poids à la naissance selon d'autres. Ses parents travaillant à l'ambassade de France à Hong Kong, Chan y passe une grande partie de sa jeunesse, notamment pour y étudier.
Il va à l'école primaire de Nah-Hwa sur l'Île de Hong Kong, où il échoue lors de sa première année. Ses parents décident donc de l'en retirer. En 1960, son père émigre à Canberra en Australie, pour travailler en tant que chef cuisinier à l'ambassade américaine. Ainsi, Chan est envoyé de 1961 à 1971 à la China Drama Academy, une école de l'opéra de Pékin dirigée par Yu Jim-yuen. Il s'y entraîne rigoureusement pendant dix ans, excellant dans les arts martiaux et l'acrobatie. Finalement, il fait partie du groupe The Seven Little Fortunes de l'académie, représentant un groupe des meilleurs étudiants. Il choisit alors le nom de scène de Yuen Lo en hommage à son maître. Dans le même temps, il devient un ami proche de Sammo Hung et Yuen Biao, dont le trinôme est connu par la suite sous les appellations Les Trois Frères ou Les Trois Dragons. Après avoir intégré l'industrie cinématographique, Jackie Chan et Sammo Hung ont l'occasion de s'entraîner sous les ordres du grand maître Jim Pal Kim et de son supérieur Ji Han-Jae, et Chan atteint finalement le niveau de ceinture noire hapkido.
À l'âge de huit ans, il apparait pour la première fois dans le film Big and Little Wong Tin Bar (1962), avec Li Li-hua jouant le rôle de sa mère. Chan  obtient un petit rôle dans le film de King Hu en 1966, L'Hirondelle d'or. En 1971, après une apparition comme figurant dans un autre film de King Hu, A Touch of Zen, Chan commence véritablement sa carrière cinématographique, en signant au départ avec la Great Earth Film Company du réalisateur Chu Mu. À l'âge de dix-sept ans, il travaille en tant que cascadeur dans les films de Bruce Lee, La Fureur de vaincre et Opération dragon sous le nom de Chan Yuen Lung (陳元龍). Il reçoit son premier rôle principal plus tard la même année dans Le Petit Tigre de Canton, qui ne sort que dans quelques salles à Hong Kong en 1973 et participe en 1973 au tournage du premier film de John Woo (qui ne sortira qu'en 1975) en tant que directeur des combats.
Par suite de l'échec commercial de ses premières aventures cinématographiques et de la difficulté à trouver du travail en tant que cascadeur, Chan joue en 1975 dans une comédie du Nouvel An chinois, All in the Family, de Chu Mu. C'est le premier et seul film où il apparaît nu dans une scène de sexe et dans lequel il ne participe à aucun combat ou cascade.
Chan rejoint ses parents à Canberra en 1976, où il assiste brièvement au cours de la Faculté Dickson et travaille en tant qu'ouvrier du bâtiment. Un camarade constructeur prénommé Jack prend Chan sous son aile, lui attribuant le surnom de Little Jack (Petit Jack). Plus tard, Chan reprend le surnom de Jackie, c'est ainsi que naquit le nom de scène de Jackie Chan qu'il porte encore aujourd'hui. Par ailleurs, vers la fin des années 1990, Chan change son nom chinois en Fong Si-lung (房仕龍), du fait que le nom de famille original de son père était Fong.

### Percée (1976–1979)
En 1976, Jackie Chan reçoit un télégramme de Willie Chan, un producteur de films à Hong Kong qui a été impressionné par le travail de Jackie en tant que cascadeur. Il lui offre un rôle d'acteur dans un film dirigé par Lo Wei. Lo a en effet vu la performance de Chan dans le film de John Woo, Hand of Death (1976), et l'envisage pour prendre le rôle principal dans La Nouvelle Fureur de vaincre, rôle précédemment interprété par Bruce Lee. Il change son nom de scène pour s'appeler Sing Lung (成龍, également retranscrit Cheng Long, signifiant littéralement « Devenir le dragon ») pour mettre l'accent sur la ressemblance avec Bruce Lee, dont le nom de scène est Li Xiao long(李小龍, signifiant « Petit dragon »). Le film n'est pas un succès car Chan n'est pas accoutumé au style d'arts martiaux de Lee. Malgré l'échec du film, Lo Wei continue de produire des films sur des thématiques similaires, parvenant à réaliser quelques petits succès au box-office. La première véritable percée de Chan se produit en 1978 avec le film Le Chinois se déchaîne, tourné alors qu'il est prêté à la Seasonal Film Corporation pour un contrat de deux films. Sous les ordres du réalisateur Yuen Woo-ping, Chan possède une liberté totale dans son travail de cascadeur. Le film établit le genre du kung fu comique et constitue une bouffée d'air frais pour le public de Hong Kong. Chan apparaît ensuite dans Le Maître chinois qui le propulse définitivement sur la vague du succès.
Dès le retour de Chan dans les studios de Lo Wei, ce dernier tente de reproduire l'approche comique du film avec notamment L'Irrésistible. Il donne également la possibilité à Chan de codiriger La Hyène intrépide avec Kenneth Tsang. Toutefois, lorsque Willie Chan quitte la société, il demande à Jackie Chan de réfléchir s'il veut ou pas rester avec Lo Wei. Au cours du tournage de La Hyène intrépide 2, Chan rompt son contrat pour rejoindre la Golden Harvest. Furieux, Lo menace Willie Chan avec l'aide de triades chinoises, lui reprochant d'être à l'origine du départ de sa vedette. Le conflit est finalement résolu avec l'intervention de l'acteur et réalisateur Jimmy Wang Yu, qui permet à Chan de rester avec la Golden Harvest.

### Succès des films d'action comiques (1980–1987)
Willie Chan devient l'agent et ami de Jackie, relations qu'ils conserveront pendant plus de trente ans. Il est à l'origine du lancement de sa carrière internationale, qui commence avec de premières apparitions dans le cinéma américain dans les années 1980. Son premier film à Hollywood est Le Chinois en 1980. Chan joue ensuite un petit rôle en 1981 dans L'Équipée du Cannonball, qui rapporte 100 millions de dollars dans le monde. Bien qu'il soit largement ignoré des spectateurs en faveur d'acteurs américains établis comme Burt Reynolds, Chan est impressionné par les scènes coupées insérées dans le générique de fin, ce qui va l'inspirer à faire de même dans ses futurs films.
Après l'échec commercial de Le Retour du Chinois en 1985, Chan arrête temporairement de travailler sur le marché américain pour se recentrer vers les films hongkongais.
De retour à Hong Kong, les films de Chan commencent à atteindre un plus large public en Asie orientale, avec quelques succès dans le lucratif marché japonais dont La Danse du lion en 1980 et Dragon Lord en 1982. La Danse du lion bat le précédent record du nombre d'entrées détenu par Bruce Lee et conforte Chan dans sa position de vedette du cinéma hongkongais. Avec Dragon Lord, il commence à expérimenter des séquences plus élaborées de cascades, dont une scène de combat sur une pyramide qui détient le record du nombre de prises pour une même scène avec 2 900 tentatives et la scène finale où il effectue diverses cascades dont un salto arrière depuis un appartement pour retomber sur le sol en contrebas.
Chan produit de nombreux films d'action comiques avec ses camarades de l'école d'opéra, Sammo Hung et Yuen Biao. Les trois acolytes apparaissent pour la première fois à l'écran en 1983 dans Le Marin des mers de Chine, dans lequel les dangereuses cascades sont récompensées par le prix des meilleures chorégraphies au cours des Hong Kong Film Awards de 1985. Les deux années suivantes, les Trois frères apparaissent dans Soif de justice et dans la trilogie originale des Lucky Stars (Le Gagnant, Le Flic de Hong Kong et Le Flic de Hong Kong 2),.
En 1985, Chan joue dans le premier film de la série des Police Story, une comédie d'action influencée par les États-Unis dans lequel il exécute de nombreuses cascades dangereuses. Le film obtient le prix du meilleur film aux Hong Kong Film Awards en 1986. En 1987, Chan joue Asian Hawk, un personnage proche d'Indiana Jones dans le film Mister Dynamite. Ce film constitue le plus gros succès national au box-office puisqu'il rapportera à Hong Kong plus de 35 millions de dollars.

### Percée hollywoodienne (1988–1998)
En 1988, Chan partage pour la dernière fois l'affiche avec Sammo Hung et Yuen Biao dans Dragons Forever. Hung le coréalise avec Corey Yuen et le méchant du film est joué par Yuen Wah, qui sont également tous deux camarades de l'Académie d'études du théâtre chinois.
À la fin des années 1980 et au début des années 1990, Chan est à l'affiche de nombreuses suites à succès, à commencer par Police Story 2 qui remporte le prix de la meilleure chorégraphie aux Hong Kong Film Awards en 1989. Vient ensuite Opération Condor, la suite de Mister Dynamite, et Police Story 3, pour lequel Chan remporte le prix du meilleur acteur au Golden Horse Film Festival en 1993. En 1994, il reprend son rôle de Wong Fei-hung dans Combats de maître, la suite de Le Maître chinois, qui fait partie de la liste des cent meilleurs films établie par Time Magazine. Le quatrième volet de la saga Police Story, Contre-attaque connait un succès aussi bien sur le marché national que sur le marché étranger.
Jackie Chan ravive alors ses ambitions hollywoodiennes dans les années 1990, mais refuse les premières offres de méchants dans des films américains pour ne pas être catalogué dans ces futurs rôles. Par exemple, Sylvester Stallone lui propose le rôle de Simon Phoenix, un criminel dans le film futuriste Demolition Man. Chan décline l'offre et le rôle est finalement proposé à Wesley Snipes.
Finalement, Chan parvient à mettre pied sur le marché nord-américain en 1995 avec le film Jackie Chan dans le Bronx, diffusé dans le monde entier et qui devient culte aux États-Unis, ce qui est rare pour un film comprenant des vedettes hongkongaises. Le succès de ce film conduit la diffusion en 1996 de Police Story 3: Supercop aux États-Unis sous le titre Supercop, qui génère un total de 16 270 600 dollars de recette. Le premier gros succès dans un blockbuster arrive en 1998 lorsqu'il partage l'écran avec Chris Tucker dans la comédie d'action Rush Hour, générant 130 millions de dollars de recettes uniquement aux États-Unis. Ce film fait de Jackie Chan une vedette à Hollywood. Pour améliorer sa communication commerciale, Jackie écrit également son autobiographie en collaboration avec Jeff Yang intitulée I Am Jackie Chan.

### Succès et déceptions (1999–2007)

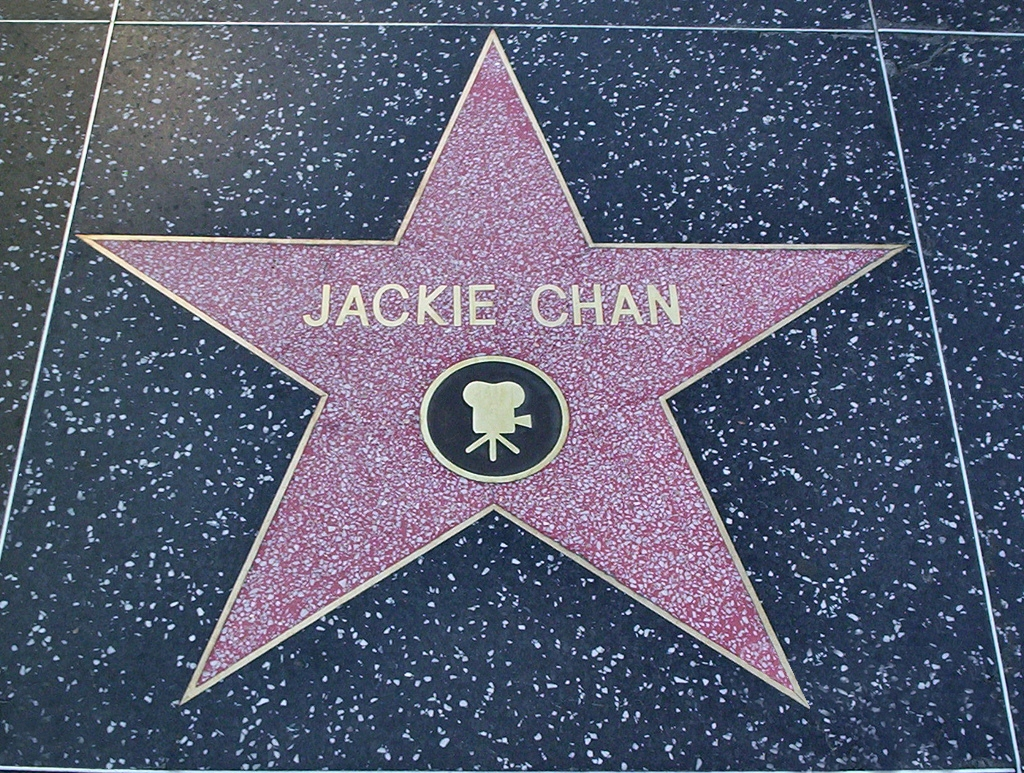
L'étoile de Jackie Chan sur le Hollywood Walk of Fame.

En 1998, Chan joue dans son dernier film pour la Golden Harvest, Who Am I?. Après avoir quitté la société en 1999, il produit et joue aux côtés de Shu Qi dans Jackie Chan à Hong Kong, une comédie romantique qui se focalise sur les relations entre les personnages et ne contient que très peu de scènes d'action. En 2000, il participe à la création d'un jeu vidéo pour PlayStation appelé Jackie Chan Stuntmaster dans lequel il prête sa voix et effectue des captures de mouvements. Sa carrière hollywoodienne se poursuit en 2000 avec un film avec Owen Wilson, Shanghai Kid, une comédie-western qui connaît une suite en 2003 avec Shanghai Kid 2. Entre-temps, il retrouve Chris Tucker pour Rush Hour 2 en 2001, qui rencontre encore plus de succès que le premier opus et récolte 347 millions de dollars dans le monde. Sa popularité grandissante, il se fait interviewer en 2000 à Moscou par Irina Mouromtseva pour la télévision russe, il dépose ses empreintes de mains (no 2205) sur le Hollywood Walk of Fame, l'avenue des stars de Hollywood en octobre 2002. Il s'essaie ensuite dans les films à effets spéciaux avec Le Smoking (2002) et Le Médaillon (2003). Mais ces deux films ne sont des succès ni critiques ni commerciaux. En 2004, il partage l'affiche avec Steve Coogan dans la libre adaptation du livre de Jules Verne, Le Tour du monde en quatre-vingts jours.
Malgré le succès des films Rush Hour et Shanghai Noon, Chan est frustré par Hollywood pour le type de rôles limités et le manque de contrôle sur le processus de création des films. Après le retrait de la Golden Harvest de l'industrie cinématographique en 2003, il lance sa propre société de production, JCE Movies Limited (Jackie Chan Emperor Movies Limited) en association avec Emperor Multimedia Group (EMG). À partir de ce moment, ses films contiennent de plus en plus de scènes dramatiques tout en continuant à rencontrer un succès au box-office. Parmi eux, il est possible de citer New Police Story (2004), The Myth (2005) et L'Expert de Hong-Kong (2006),,.
En 2007 sort le dernier volet de la série Rush Hour, Rush Hour 3. Il rapporte environ 255 millions de dollars. Toutefois, le film est une déception à Hong Kong où il ne rapporte que 3,5 millions de dollars pour son premier week-end d'exploitation.

### Changement de style (depuis 2008)
Dans Le Royaume interdit, Chan collabore pour la première fois avec Jet Li. Le tournage se termine le 24 août 2007 et le film sort en salles en avril 2008. De nombreux effets spéciaux sont utilisés pour concevoir le film,. Chan prête ensuite sa voix à maître Singe dans Kung Fu Panda aux côtés de Jack Black, Dustin Hoffman et Angelina Jolie. De plus, il assiste Anthony Szeto en qualité de conseiller pour le film Wushu sorti le 1er mai 2008. On y retrouve Sammo Hung et Wang Wenjie qui y jouent des rôles de père et fils.
En novembre 2007, Jackie commence le tournage de Shinjuku Incident, un rôle dramatique sans aucune scène d'art martial, sous la direction de Derek Yee. Il y interprète le rôle d'un immigré chinois au Japon. Le film sort le 2 avril 2009. Sur son blog, Chan exprime son désir de réaliser un film après Shinjuku Incident, chose qu'il n'a plus faite depuis plusieurs années. Ce film sera la suite de la saga Armour of God, commencée par Mister Dynamite et Opération Condor, et s'intitule Chinese Zodiac. Le tournage débute en 2009 et le film sort le 9 décembre 2012 en salles. En parallèle, fin octobre 2009, Chan commence le tournage du film Kung Fu Nanny au Nouveau-Mexique. Il y interprète un agent secret dont la couverture tombe après avoir voulu garder les enfants de sa petite amie. Dans Little Big Soldier, dont l'action se déroule en Chine pendant la période des Royaumes combattants, Chan joue le rôle d'un vieux fantassin rescapé d'une bataille qui capture un général ennemi blessé (Leehom Wang) afin de le ramener dans la capitale de son royaume.
Le 22 juin 2009, il quitte Los Angeles pour commencer le tournage à Pékin de Karaté Kid, un remake du film original. Le film sort aux États-Unis le 11 juin 2010 et constitue le premier film américain dramatique pour Chan. Il y interprète monsieur Han, un maître de kung-fu devenu homme d'entretien qui apprend au personnage joué par Jaden Smith le kung-fu, afin qu'il puisse se défendre à l'école. La fin du film devait proposer un duel final entre le personnage de Mr Han et le « méchant », avant d'être retiré au montage afin de laisser la victoire finale à Jaden Smith. La scène fut donc déplacée dans les scènes coupées. Dans son film suivant, Shaolin, Chan joue le cuisinier du temple plutôt qu'un rôle principal.
Son centième film, 1911 sort le 26 septembre 2011. Il y est coréalisateur, producteur exécutif et vedette principale. Le film sort le 14 octobre aux États-Unis, mais ne sort pas sur les écrans francophones.
Chan remporte le prix du meilleur botteur de culs aux Nickelodeon's Kids' Choice Awards en 2011 pour Karaté Kid. Durant le Festival de Cannes 2012, Chan annonce sa retraite pour les films d'action, prétextant qu'il est devenu trop âgé pour ce genre de films[réf. souhaitée].
Le 20 septembre 2012, sort à Pékin, CZ12 (Chinese Zodiac), Jackie Chan y reprend son rôle d'aventurier à la recherche de statues du zodiaque dérobées par les troupes britanniques et françaises lors du sac du Palais d'été en 1860. Le film tourné en France (Paris, château de Chantilly, château de Courances, château de Corbeil Cerf), Lituanie, Chine, Hong-Kong, Taiwan et Australie totalise plus de 160 millions de dollars américains lors de sa sortie en Chine. Sa diffusion en France est prévue pour 2014.
Le magazine Forbes révèle le 1er juillet que Jackie Chan a gagné 50 millions de dollars entre juin 2014 et juin 2015. Il est donc le deuxième acteur le mieux payé du monde sur cette période juste derrière Robert Downey Jr..
Le 5 juin 2015, On annonce que Jackie Chan va tourner un film d'action thriller intitulé The Foreigner réalisé par Martin Campbell à qui l'on doit également Casino Royale. Tiré du roman de Stephen Leather : The Chinaman. Jackie Chan veut montrer une autre facette de son jeu d'acteur. Par rapport au choix de tourner un tel film à Hollywood, Jackie Chan a déclaré : « En fait, ces dernières années, j’ai eu beaucoup de proposition pour tourner dans des blockbusters Hollywoodien, mais je ne veux plus jouer au « maître chinois » ou au « policier de Hong-Kong », je n’ai plus envie de me répéter. Avec The Foreigner c’était l’occasion de jouer un rôle que je n’avais jamais fait. Alors j’ai voulu essayer ». Le tournage a officiellement commencé en janvier 2016 à Londres. Cependant, en février 2016, le tournage d'une scène a créé un vent de panique passager à Londres. En effet, l'équipe a fait exploser un bus à impériale sur le Lambeth Bridge pour les besoins d'une séquence sans prendre le soin de communiquer de manière plus intensive afin de prévenir toute la population. Seules quelques affiches avaient été placardées, suscitant la colère des londoniens, notamment en raison du contexte actuel de menaces terroristes. Le budget du film est de 35 millions de dollars. Il est sorti le 30 septembre en Chine sous le nom de « 英倫對決 » (Yīng lún duì jué en chinois simplifié) où il fera une chanson pour la promotion du film : « 普通人 » (Pǔ tōng rén) avec l'actrice 刘涛 (Liú tāo ou Keyi Lan en français) qui joue la meilleure amie de Jackie Chan dans ce film.
Fin juillet 2023 sort le film Project X-traction sur la plateforme Netflix. En 2024, sort le film Panda Plan à l’occasion de la fête nationale chinoise. Avec son humour parodique, jouant sur l’image publique du comédien, et son rythme trépidant, le film avait conquis un large public familial.

### Vie privée

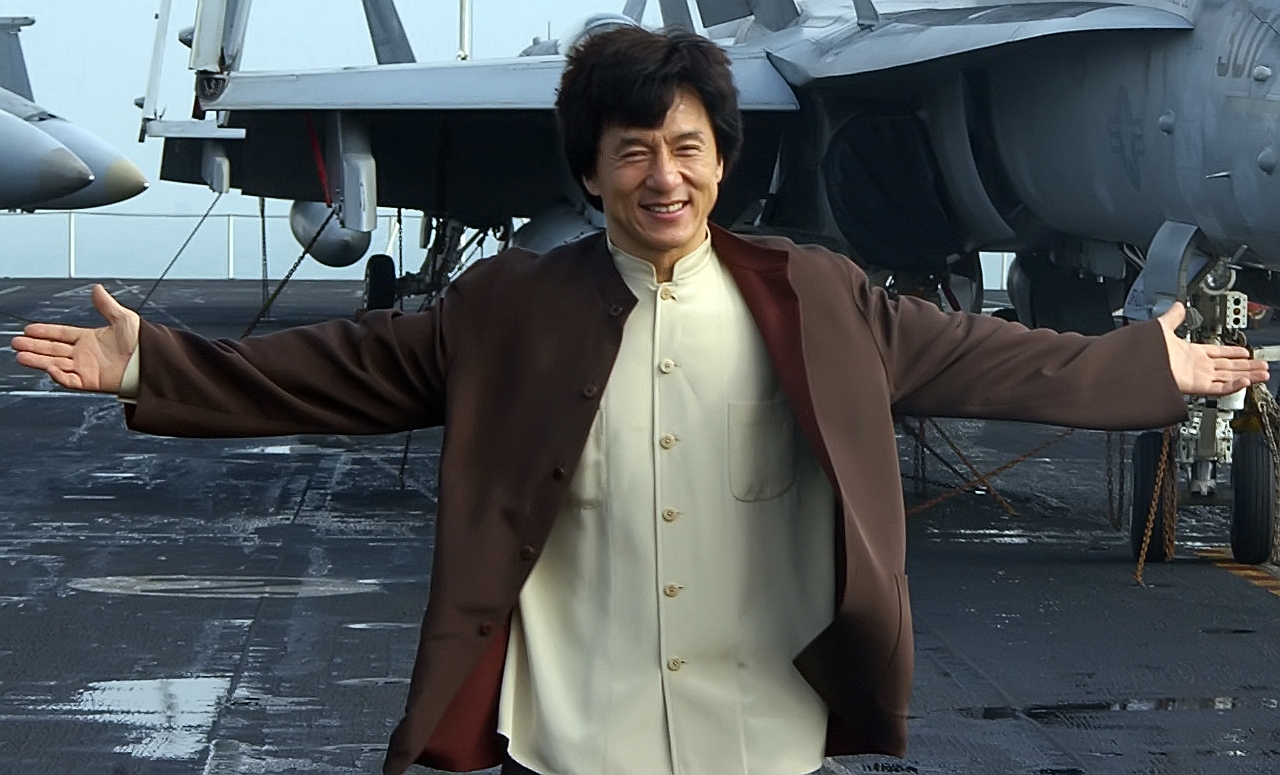
Jackie Chan sur un porte-avions américain en 2002.

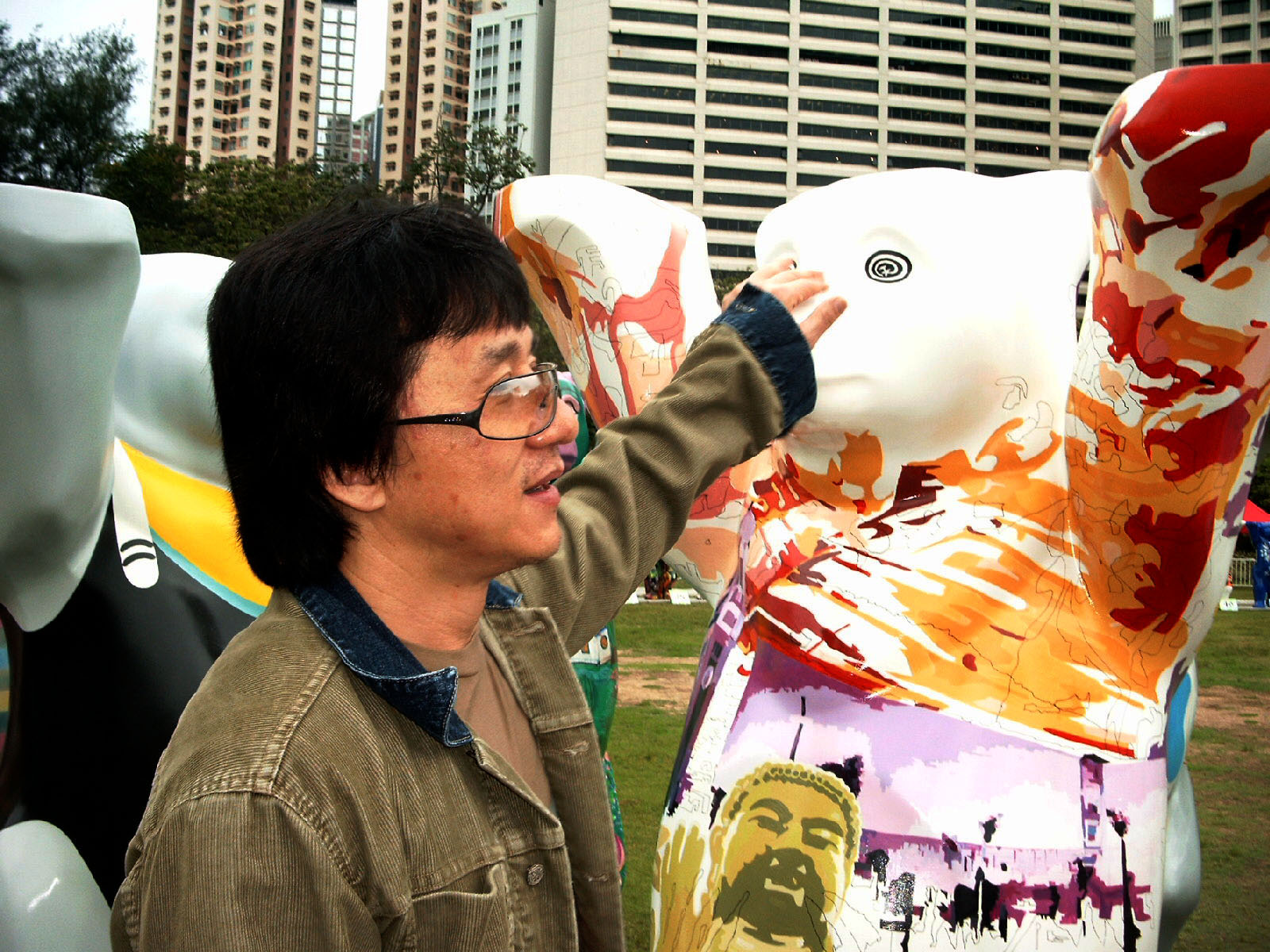
Jackie Chan et l'exposition des United Buddy Bears en 2004 à Hong Kong.

Jackie Chan se marie en 1982 à Lin Feng-Jiao, une actrice taiwanaise : ils ont un fils, Jaycee Chan, né le 3 décembre 1982, devenu depuis acteur et chanteur.
Jackie Chan s'appelle Cheng Long (成龍) en mandarin, Sing Lung en cantonais, mais son nom véritable est Chan Kwong-sang (Chan Kong-sang), qui signifie « Né à Hong Kong ».
Jackie Chan a eu une liaison extra-conjugale avec Elaine Ng Yi Lei, avec qui il a eu une fille, Etta Ng Chok Lam, née le 18 janvier 1999. Chan aurait reniée sa fille après que celle-ci a fait son coming out.
Chan est de confession bouddhiste. Il parle le cantonais, le mandarin, la langue des signes américaine et l'anglais. Il a également quelques notions d’allemand, de coréen, de japonais, d’espagnol et de thaï.
De 9 à 16 ans, il vit en Thaïlande pendant de courtes périodes. À cette époque, il apprend la boxe par un ancien boxeur professionnel qui s'est brisé la jambe.
Jackie Chan passa plusieurs semaines à Berlin en 2003, à l'occasion du tournage du film Le Tour du monde en 80 jours. C'est à cette époque que l'acteur tomba amoureux des ours berlinois. Il s'engagea pour que l'exposition de la ronde des United Buddy Bears (Les Oursons Unis), porte-parole d'un monde plus paisible, soit montée en 2004 à Hong Kong, à Victoria Park.
En 2009, il reçoit un doctorat honoraire de l'université du Cambodge.
Chan est également un fan de football et il soutient les équipes nationales de Hong Kong et d'Angleterre ainsi que l'équipe de Manchester City.
Il serait par ailleurs un admirateur de l'acteur de cinéma français Jean-Paul Belmondo.
Invité par David Cheng, Chan participe au départ des 24 Heures du Mans 2016 pour un départ donné par Brad Pitt.

### Controverses
En avril 2018, sa fille Etta Ngn, âgée de 19 ans, publie une vidéo sur Youtube dans laquelle elle et sa petite amie déclarent être sans domicile fixe à cause de « leurs parents » qui n'acceptent pas leur sexualité.
Née en 1999, la jeune femme n'a jamais eu de relation avec son père Jackie et vivait à Hong Kong avec sa mère Elaine Ng,. De plus, lorsque l'acteur fut questionné au sujet du coming-out de sa fille lors de la promotion de son film The Foreigner, il déclara : « Si elle va bien, tant mieux ! ».
En 2021, Jackie Chan a annoncé qu'il voulait devenir membre du Parti communiste chinois.

## Cascades
Jackie Chan exécute la plupart de ses cascades, qui sont chorégraphiées par la Jackie Chan Stunt Team. Il a déclaré dans ses interviews que la principale inspiration pour ses cascades lui vient de films tels que Le Mécano de la « General » dirigé et joué par Buster Keaton, qui était également connu pour exécuter ses propres cascades. Depuis la création de son équipe en 1983, Chan l'a utilisée dans tous ses films afin de faciliter les chorégraphies. Chan et son équipe se chargent également de nombreuses cascades exécutées par d'autres personnages, tournant les scènes de manière que leurs visages soient assombris.
La nature dangereuse de ses cascades complique beaucoup l'assurance de Chan, notamment aux États-Unis, où son travail de cascadeur est contractuellement limité.

## Filmographie et personnage fictif

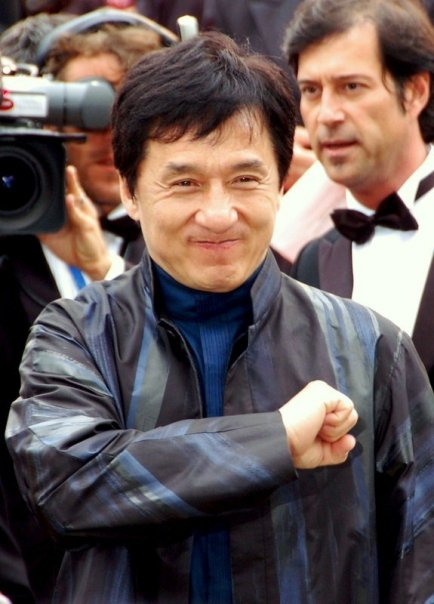
Jackie Chan au Festival de Cannes 2008.

Jackie Chan a créé ses propres personnages fictifs en réponse à ceux créés par Bruce Lee et les nombreux imitateurs apparus avant et après la mort de Lee. Contrairement aux personnages de Bruce Lee, qui sont typiquement sombres et des héros moraux, Chan joue des personnes bien intentionnées et un peu folles (qui font souvent pitié à leurs amis, petites amies et familles) et qui triomphent toujours à la fin malgré les obstacles. De plus, Chan affirme que ses mouvements sont délibérément opposés à ceux de Lee : Quand Lee fait d'amples mouvements des bras, Chan les garde près de son corps, quand Lee est relâché et fluide, Chan est serré et agité. Malgré le succès des films Rush Hour, Chan affirme qu'il n'en est pas fan, car il n'y a jamais apprécié les scènes d'action, ni compris l'humour américain.
Dans les dernières années, le vieillissant Chan est lassé d'être catalogué comme un héros de films d'action, ce qui le conduit à faire évoluer son jeu vers un style plus émotionnel dans ses derniers films. Dans New Police Story, il interprète un personnage souffrant d'alcoolisme et se lamentant de la mort de ses collègues. Pour continuer à faire tomber son image de « gars gentil », il joue pour la première fois le rôle d'un anti-héros dans L'Expert de Hong-Kong, dans lequel il interprète Tong, un cambrioleur avec des problèmes de jeu.

## Télévision
En 2000, une version fictive de Chan apparaît dans la série télévisée d'animation Jackie Chan Adventures qui dure jusqu'en 2005.
En juillet 2008, l'émission de télé-réalité de la chaîne Beijing Television intitulée Le Disciple (chinois simplifié : 龙的传人 ; chinois traditionnel : 龍的傳人, lit. « Disciple du dragon ») prend fin. Elle est produite par Jackie Chan qui y participe également. Son but est de trouver une nouvelle vedette en se basant sur les compétences en comédie et en arts martiaux et ainsi désigner le successeur de Chan. Les élèves sont entraînés par deux membres de l'équipe de cascadeurs de Jackie Chan, Alan Wu et He Jun et se confrontent dans différents domaines incluant les scènes d'explosion, les suspensions à des filins en haute altitude, les fusillades, les cascades en voitures, la plongée et les courses d'obstacles. Les juges réguliers du programme sont He Ping, Wu Yue et Cheng Pei Pei. Certains juges invités participent également dont Stanley Tong, Sammo Hung et Yuen Biao. Les finales commencent le 5 avril 2008 avec 16 participants restants et se terminent le 26 juin 2008. On peut également noter la participation dans ces émissions de Tsui Hark, John Woo, Ng See-Yuen et Yu Rongguang.
Le vainqueur de l'émission est Jack Tu (Tu Sheng Cheng). Avec les finalistes Yang Zheng et Jerry Liau, il doit jouer un rôle principal dans trois films d'action chinois, dont l'un est écrit par Chan et les trois sont coproduits par Chan et sa société JCE Movies Limited. Les films sont Speedpost 206, Won't Tell You et Tropical Tornado et seront réalisés respectivement par Xie Dong, Jiang Tao et Cai Rong Hui. L'ensemble des seize finalistes auront l'occasion de travailler sur ces trois films ou de rejoindre l'équipe de cascadeurs de Jackie Chan. La production du premier film a commencé en septembre 2008. de plus, les finalistes se voient offrir un rôle dans une série d'actions de la Beijing Television,,.

## Discographie

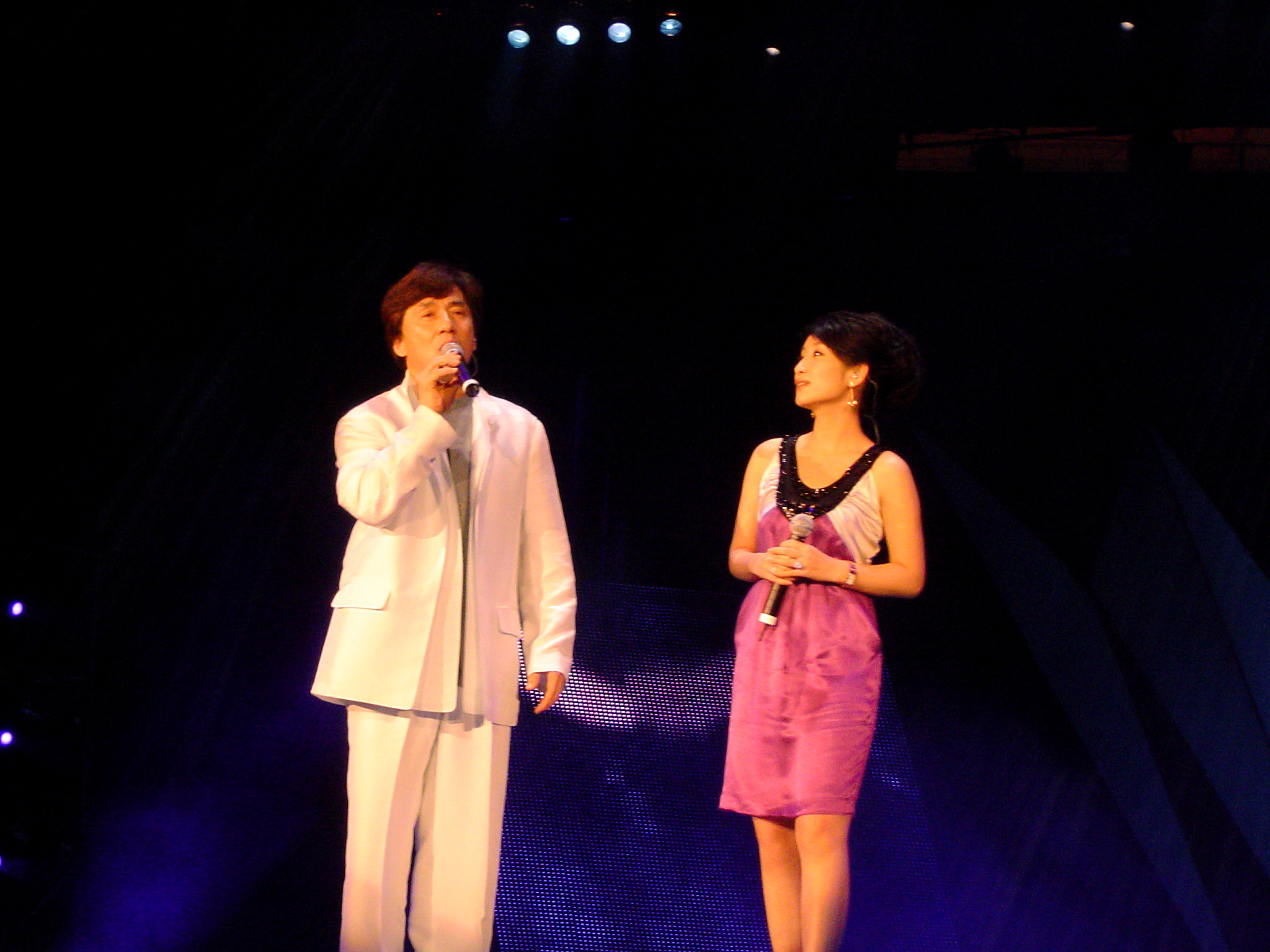
Jackie Chan sur scène.

Jackie Chan a suivi des leçons de chant à l'école de l'opéra de Pékin durant son enfance. Il commence à enregistrer des disques dans les années 1980 et devient petit à petit un chanteur à succès à Hong Kong et en Asie. Il a sorti 20 albums depuis 1984 et a chanté en Cantonais, Mandarin, Japonais, Taïwanais et Anglais. Il chante souvent le thème principal de ses films joué durant le générique de fin. Le premier titre musical de Chan est Kung Fu Fighting Man, la chanson du générique de fin du film La Danse du lion, en 1980. Au moins 10 de ses chansons sont incluses dans les bandes originales de films,. Sa chanson en Cantonais Histoire d'un héros (英雄故事), chanson principale du film Police Story, est sélectionnée par la police royale de Hong Kong et utilisée dans leur publicité de recrutement en 1994.
Il prête sa voix au personnage de Shang dans la version chinoise du dessin animé Mulan de Walt Disney Pictures, dans lequel il interprète également la chanson Comme un homme.
En 2007, il enregistre la chanson Nous sommes prêts, la chanson officielle du décompte de la dernière année avant les Jeux olympiques d'été de 2008 à Pékin. Il interprète également la chanson à la cérémonie de décompte des Jeux paralympiques d'été de 2008.
Le jour précédent l'ouverture des Jeux olympiques de Pékin, il sort une des deux versions des albums musicaux officiels de la compétition, Official Album for the Beijing 2008 Olympic Games – Jackie Chan's Version, qui contient un certain nombre d'invités spéciaux.
Il interprète avec Andy Lau, Liu Huan et Wakin Chau la chanson Dur de dire au revoir, la chanson d'adieu de la Cérémonie de clôture des Jeux olympiques d'été de 2008.

## Image et statut de célébrité

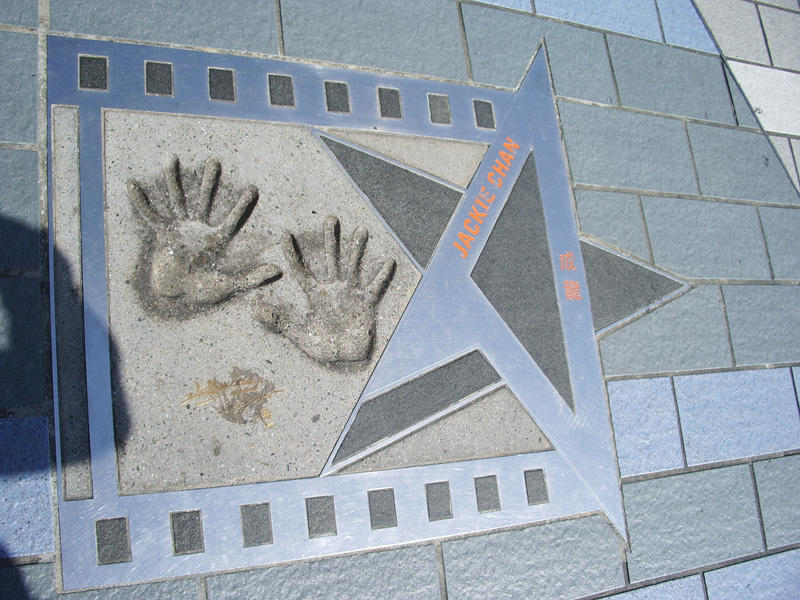
Étoile de Jackie Chan sur l'Avenue des stars à Hong Kong.

Jackie Chan a acquis une reconnaissance mondiale pour ses cascades, glanant plusieurs trophées dont un Prix de l'innovation lors des American Choreography Awards et un trophée pour l'ensemble de sa carrière lors des Taurus World Stunt Awards. Il possède des étoiles sur le Hollywood Walk of Fame à Los Angeles et sur l'Avenue des stars à Hong Kong. Malgré des succès incontestables au box-office, les films américains de Chan sont critiqués pour la chorégraphie des combats. Les critiques de Rush Hour 2, Le Smoking et Shanghai Kid 2 citent l'intensité moindre des scènes de combat en comparaison de ses précédents films,,. La valeur comique de ses films est également remise en question, certaines critiques les considérant comme parfois infantiles.
Chan est une icône populaire qui est citée dans les chansons d'Ash Kung Fu, de Heavy Vegetable Jackie Chan Is a Punk Rocker, de Wang Lee-hom Long Live Chinese People ou de Franck Chickens Jackie Chan. On le retrouve également à la télévision dans des émissions telles que Tim and Eric Awesome Show, Great Job!, Celebrity Deathmatch ou Les Griffin. Il est également une source d'inspiration pour des mangas comme Dragon Ball (Kamé Sennin prend parfois le pseudonyme de Jackie Chun), pour le personnage de Lei Wulong dans Tekken et pour le Pokémon de type Combat "Hitmonchan" (dans la version anglaise uniquement),,.
Un certain nombre de jeux vidéo incluent Jackie Chan. Avant Stuntmaster, il est le héros de son propre jeu, Jackie Chan's Action Kung Fu, sorti en 1990 sur PC et NES. En 1995, il est la vedette du jeu d'arcade Jackie Chan The Kung Fu Master. De plus, une série de jeux japonais développés par Pony sortis sur MSX s'inspirent de ses films (Le Marin des mers de Chine, Action force 10, Police Story, Le Retour du Chinois et Soif de justice).
Il souhaite aussi être un rôle modèle pour les enfants et est populaire auprès d'eux grâce à son style « bon de nature ». Il refuse généralement de jouer les méchants et n'utilise presque jamais de gros mots dans ses films (Il dit Fuck dans deux de ses films : Le Retour du Chinois et An Alan Smithee Film). Toutefois dans Rush Hour, pour paraître cool il imite son partenaire Carter en disant « Ça va, mon nègre ? » à un groupe d'hommes noirs qui se mettent alors tous à l'attaquer. Le plus grand regret de Chan dans sa vie est de ne pas avoir reçu de bonne éducation, ce qui le conduit à financer des institutions éducatives à travers le monde. Ainsi, il finance la construction du Centre de sciences Jackie Chan à l'Université nationale australienne et la fondation d'écoles dans les régions pauvres de Chine.
Il est porte-parole du gouvernement de Hong Kong, apparaissant dans des spots publics. Dans le spot Nettoyer Hong Kong, il presse les habitants de la ville à changer leur regard sur les détritus, un problème très répandu dans la ville depuis des décennies. Par ailleurs, dans une publicité promouvant le patriotisme, il interprète brièvement La Marche des Volontaires, l'hymne national de la république populaire de Chine. Il participe également à la cérémonie d'ouverture de Hong Kong Disneyland en 2005. Aux États-Unis, il apparaît aux côtés d'Arnold Schwarzenegger dans un avertissement gouvernemental pour combattre les atteintes au droit d'auteur et fait une autre annonce avec le Shérif du comté de Los Angeles, Lee Baca, pour inciter les gens, en particulier les asiatiques, à contacter le bureau du shérif,.
En 2008, les travaux pour la construction d'un musée sur Jackie Chan débutent à Shanghai. À l'origine prévu pour ouvrir en octobre 2009, son inauguration est finalement reportée à décembre 2011; il est actuellement en activité.
Le 22 janvier 2023, Jackie Chan participe au gala de la fête du printemps (cérémonie nationale du nouvel an chinois : année du lapin d'eau) en interprétant une chanson.

## Prises de positions politiques et controverses
Durant une conférence de presse à Shanghai le 28 mars 2004, Chan fait référence aux récentes élections présidentielles en république de Chine à Taïwan au cours desquelles les candidats du Parti démocratique progressiste Chen Shui-bian et Annette Lu ont été réélus président et vice-président, en qualifiant ces élections de « plus grande blague au monde. » Ces commentaires sont critiqués par Parris Chang, un législateur taïwanais et membre du PDP, qui appelle le gouvernement de Taïwan à prendre des mesures punitives envers Chan, comme bannir ses films et lui interdire le droit de visite à Taïwan. Le 18 juin 2008, près de 50 policiers et personnels de sécurité sont mobilisés pour maîtriser les manifestants qui essaient de cracher sur l'acteur hongkongais à son arrivée à Taipei pour une cérémonie de charité organisée par la chaîne de télévision câblée TVBS. Chan insiste en précisant que ses remarques n'avaient pas pour but d'insulter le peuple de Taïwan.

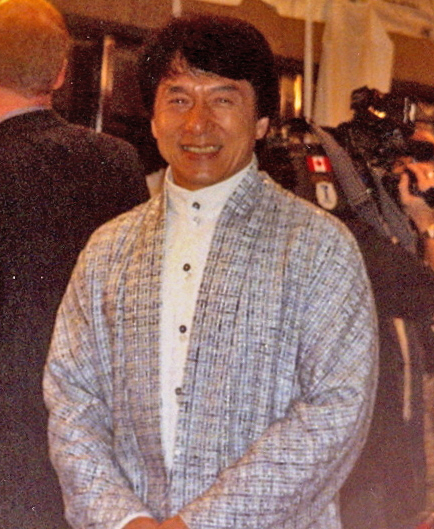
Jackie Chan au Festival international du film de Toronto 2005.

Faisant référence à son passage de relais de la flamme pour les Jeux olympiques d'été de 2008, Chan critique les manifestants qui ont perturbé le relais à plusieurs reprises pour attirer l'attention de l'opinion publique contre les politiques du gouvernement chinois, dont les droits de l'homme ou le statut politique de Taïwan. Il met en garde qu'il corrigera quiconque essaiera de l'arrêter en train de porter la flamme, en disant : « Les manifestants ne devraient pas s'approcher de quelque façon que ce soit de moi. » De plus, il pense que les manifestants cherchent la gloire. « Ils font cela sans raison. Ils veulent juste se montrer à la télévision. Ils se disent : “si je peux avoir la torche, je passerai aux actualités dans le monde entier”. » Il pense que le pays est en train de s'améliorer et que les Jeux olympiques sont une chance pour la Chine de s'ouvrir et d'apprendre du reste du monde et vice versa. « Nous n'avons raison sur rien. Les choses vont mieux en Chine mais nous pouvons changer et nous changeons. Nous voulons apprendre du reste du monde et aussi enseigner aux autres nos pensées et notre culture. »
Le 18 avril 2009, au cours d'une discussion au Forum de Boao pour l'Asie intitulée Exploiter le potentiel de l'Asie en matière de création, Chan déclare : « dans les 10 années suivant le retour de Hong Kong sous l'autorité de la Chine, je peux voir petit à petit, je ne suis pas sûr si c'est bien d'avoir de la liberté ou non ». Il poursuit en disant : « Si tu es trop libre, tu es comme Hong Kong aujourd'hui. C'est très chaotique. Taïwan est également chaotique. […] Progressivement, je commence à avoir le sentiment que nous, les Chinois, avons besoin d'être contrôlés. Si on ne nous contrôle pas, nous ferons seulement ce que nous voudrons. » Néanmoins, Chan se plaint de la qualité des marchandises chinoises en disant « une télévision chinoise pourrait exploser », mais s'abstient de critiquer le gouvernement chinois après que ce dernier a interdit son film Shinjuku Incident en 2009. Les commentaires de l'acteur créent une vague de colère chez les hommes politiques et autres figures importantes à Taïwan et Hong Kong. Le député hongkongais Leung Kwok-Hung dit que Chan « a insulté le peuple chinois. Les Chinois ne sont pas des animaux de compagnie ». La Commission du tourisme de Hong Kong affirme avoir reçu 164 commentaires et plaintes du public à la suite de l'intervention de l'acteur. Un porte-parole de Chan affirme par la suite qu'il faisait référence à la liberté dans l'industrie du divertissement plus que dans la société chinoise en général et que certaines personnes avec « des motifs secrets ont délibérément mal interprété ce qu'il a dit. »
En décembre 2012, Chan choque lorsqu'il critique Hong Kong en la qualifiant de « ville de la protestation », suggérant que les droits des manifestants devraient y être limités,. Le même mois, dans un entretien accordé à la chaîne Phoenix TV, il qualifie les États-Unis de pays « le plus corrompu » au monde.
En juillet 2022, il est au centre d'une polémique en tant que coproducteur du film Home Operation réalisé par Yinxi Song. Le film est une coproduction sino-émirati et a été autorisé par les autorités syriennes à être tourné dans les environs de plusieurs lieux en ruines en Syrie. Un des lieux de tournage se déroule aux alentours de Damas, à Hajar al-Aswad, et a été le théâtre des exactions du gouvernement syrien durant la Guerre civile syrienne.
Depuis 2023, Jackie Chan n'est plus membre de la CCPPC (Conférence Consultative Politique du Peuple Chinois) en tant que représentant du secteur "Littérature et arts". Il a été remplacé en 2023 par l'acteur Hong-Kongais Donnie Yen. Jackie Chan a été élu représentant du secteur "Littérature et arts" de 2013 à 2017 puis réélu de 2018 à 2022. Avant lui, les comédiens de Hong-Kong, Stephen Chow, Kenny_Ho ou encore Jordan Chan ont également été des membres de la CCPPC.

## Entrepreneuriat et philanthropie

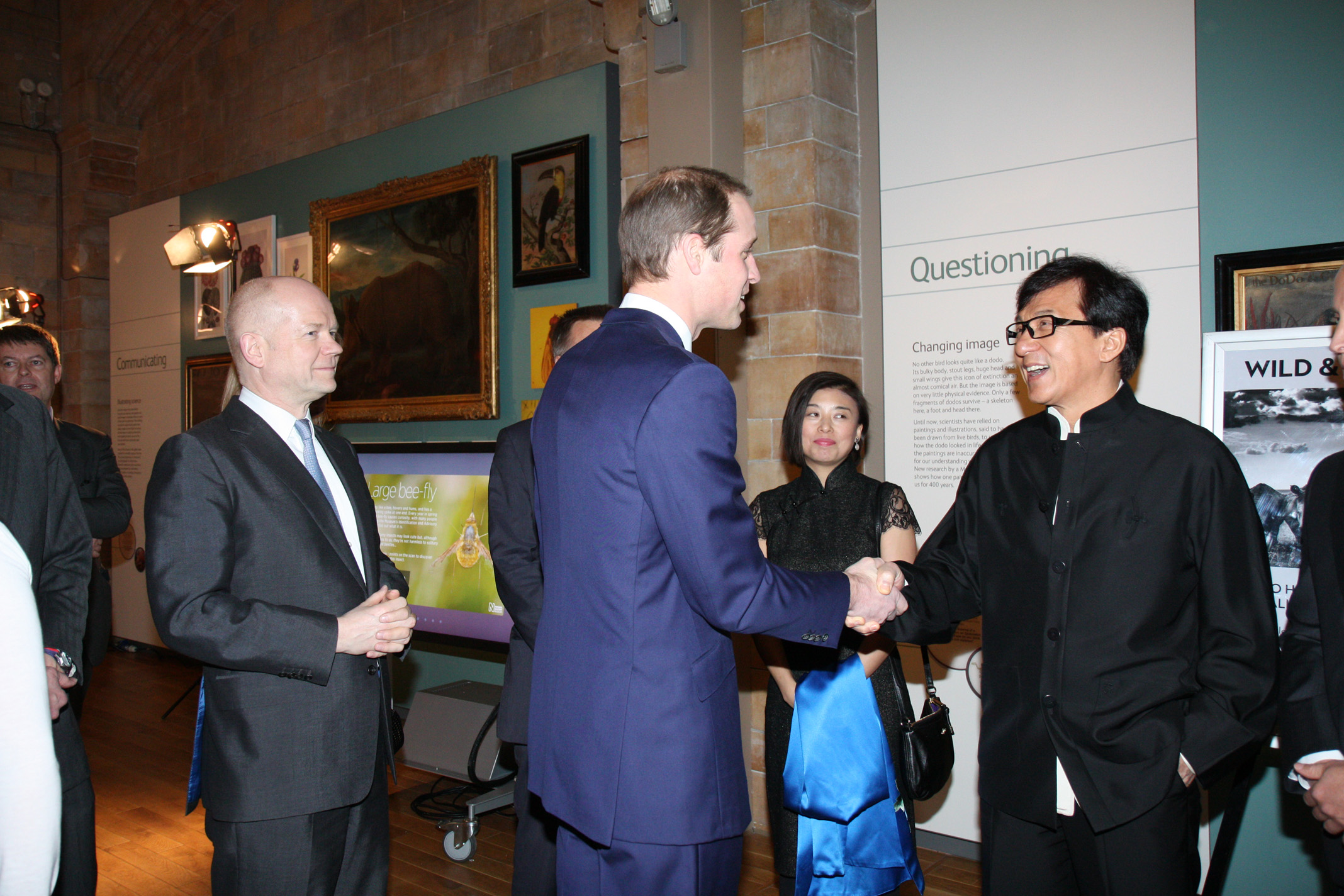
S.A.R. le duc de Cambridge avec l’acteur Jackie Chan lors de la conférence de Londres sur le commerce illégal d’espèces sauvages au Musée d’histoire naturelle, le 12 février 2014.

En plus de sa société de production et distribution de films, JCE Movies Limited, Jackie Chan possède tout ou partie des sociétés de production JC Group China, Jackie & Willie Productions (avec Willie Chan) et Jackie & JJ Productions.
Il prête également son nom à Jackie Chan International, une chaîne de cinémas en Chine, codirigée par la société hongkongaise Sparkle Roll Group Ltd. Le premier cinéma a ouvert en février 2010 et constitue le premier complexe cinématographique en Chine, avec 17 salles et 3 500 places. Chan espère que la taille du lieu va donner aux jeunes réalisateurs non commerciaux une occasion de projeter leurs films. Quinze autres cinémas de la chaîne sont prévus pour 2010, notamment à Pékin, Shanghai et Guangzhou, avec un nombre final de 65 cinémas potentiels à travers le pays,.
En 2004, il lance sa propre ligne de vêtements qui arborent un logo de dragon chinois et le mot en anglais « Jackie » ou les initiales « JC ». Il possède également d'autres marques. Sa chaîne de restaurants à sushi, Jackie's Kitchen, possède des points de vente à travers Hong Kong et même sept en Corée du Sud et un à Hawaï, de même qu'un projet d'ouverture à Las Vegas. Des Jackie Chan's Cafe sont implantés à Pékin, Singapour, Kuala Lumpur et aux Philippines. L'acteur possède également des coentreprises comme Jackie Chan Signature Club Gyms (en partenariat avec California Fitness) et une marque de chocolats et confiseries. Il espère se lancer également dans l'ameublement et les ustensiles de cuisine et envisage une marque de supermarchés. Une partie des bénéfices engendrés par ses affaires est reversée à des associations caritatives, dont la Fondation caritative Jackie Chan.
Chan est un fervent philanthrope et ambassadeur international de l'UNICEF, travaillant sans relâche à des causes caritatives. Il fait campagne pour la conservation de la nature, contre la cruauté envers les animaux et encourage les efforts de secours en cas de catastrophe naturelle pour les inondations en Chine et le séisme du 26 décembre 2004 dans l'océan Indien,,. En juin 2006, il annonce la donation de la moitié de ses actifs à des œuvres de charité à sa mort, en citant son admiration pour l'effort consentis par Warren Buffett et Bill Gates pour aider les personnes dans le besoin. Le 10 mars 2008, Chan est l'invité d'honneur du lancement par le Premier ministre australien Kevin Rudd du Jackie Chan Science Centre à l'Université nationale australienne à Canberra. L'acteur soutient également le projet Save China's Tigers qui a pour but de sauver les tigres de Chine méridionale blessés en les nourrissant avant de les relâcher dans la nature. Il est actuellement ambassadeur de ce projet de conservation. Il possède également des antiquités, comme des huisseries vieilles de 2 000 ans.
En avril 2008, Jackie Chan est invité au lancement de la bande originale du film indien Dasavathaaram à Madras, en compagnie de vedettes indiennes dont Amitabh Bachchan, Mammootty et Kamal Hassan. Bien que ne comprenant pas un mot de Tamoul, Chan est touché par l'amour renvoyé par la communauté indienne pour lui et ses films. Il est également impressionné par le film Dasavathaaram, exprimant un intérêt certain à travailler avec la vedette de celui-ci, Kamal Hassan. Hassan lui-même exprime son désir réciproque de travailler avec la vedette des films d'action, pressant Chan à tenir sa promesse de collaboration sur un prochain projet de film.
Après le séisme de 2008 au Sichuan, Chan fait un don de dix millions de yuans pour aider les personnes dans le besoin. De plus, il envisage de faire un film sur le séisme afin de récolter de l'argent pour les survivants.
Après le séisme de 2011 de la côte Pacifique du Tōhoku, Jackie Chan et d'autres célébrités originaires de Hong Kong, dont le rappeur américain Jin, participent à un concert de charité de trois heures le 1er avril 2011 afin d'aider les efforts de secours des rescapés au Japon, au cours duquel Jackie Chan s'adresse directement aux victimes du séisme et du tsunami en disant : « Vous ne serez pas seuls, nous serons à vos côtés. » Le concert rapporte 3,3 millions de dollars en seulement trois heures.
Le 17 juin 2016, il devient ambassadeur de la ville du Mans à l'occasion des 24 heures du Mans dont il y dirige une écurie.
Chan est également conférencier invité à l'Institut des arts visuels de Shanghai à l'Université Fudan de Shanghai.

### Fondation caritative Jackie Chan
Fondée en 1988, la Fondation caritative Jackie Chan offre une scolarité et une aide active aux jeunes de Hong Kong. Au fil des années, elle a élargi son champ d'action pour inclure les services médicaux, l'aide aux victimes de catastrophes naturelles ou aux malades, et les projets où les principaux bénéficiaires sont des habitants ou des organismes de Hong Kong.

### Fondation «Cœur du dragon»
La fondation Cœur du Dragon est fondée en 2005 pour subvenir aux besoins minimum des enfants et des personnes âgées dans les campagnes reculées de Chine. Depuis ses débuts, elle a construit une douzaine d'écoles, fourni des livres, financements et uniformes, et récolté des millions de dollars pour donner la possibilité d'une éducation minimale pour les enfants les plus pauvres. De plus, elle utilise une partie des dons pour offrir aux personnes âgées des vêtements chauds, des fauteuils roulants et d'autres objets de première nécessité. Jackie Chan voyage souvent vers les campagnes reculées pour assister aux travaux ou aux ouvertures d'écoles et pour apporter son soutien et ses encouragements.

## Distinctions

### Récompenses
- Hong Kong Film Awards 1989 : meilleur film pour Rouge
- Golden Horse Film Festival 1992 : meilleur acteur dans un film d'action pour Police Story 3 (Ging chat goo si 3: Chiu kup ging chat)
- Asia-Pacific Film Festival 1993 : prix pour l'ensemble de sa carrière
- Golden Horse Film Festival 1993 : meilleur acteur dans un drame d'action Crime Story (Cung on zo)
- MTV Movie Awards 1995 : prix pour l'ensemble de sa carrière
- Hong Kong Film Awards 1996 : meilleures scènes d'action chorégraphiées dans une comédie d'action pour Jackie Chan dans le Bronx, partagé avec Stanley Tong
- Festival de Fantasia 1997 : meilleur film asiatique pour Combats de maître, partagé avec Chia-Liang Liu
- Cinequest San Jose Film Festival 1998 : Maverick Tribute Award
- Blockbuster Entertainment Awards 1999 : duo favori à l'écran dans un film d'action pour Rush Hour, partagé avec Chris Tucker
- Hollywood Film Awards 1999 : acteur de l'année
- Hong Kong Film Awards 1999 : meilleures scènes d'action chorégraphiées dans une comédie d'action pour Who Am I? (Ngo si seoi)
- MTV Movie Awards 1999 : meilleur duo à l'écran dans un film d'action pour Rush Hour, partagé avec Chris Tucker
- Awards of the International Indian Film Academy 2000 : prix spécial du Jury
- Festival des films du monde de Montréal 2001 : Grand Prix spécial des Amériques
- American Choreography Awards 2002 : prix pour l'Innovation
- Kids' Choice Awards 2002 : héros préféré de film d'action pour Rush Hour 2
- MTV Movie Awards 2002 : meilleur combat dans un film d'action pour Rush Hour 2, partagé avec Chris Tucker
- World Stunt Awards 2002 : Taurus Honorary Award
- Kids' Choice Awards 2003 : meilleure bagarre dans une comédie d'action pour Le Smoking
- Asia-Pacific Film Festival 2005 : prix spécial du Jury
- Festival international du film de Shanghai 2005 : prix pour sa contribution exceptionnelle au monde du cinéma chinois
- Golden Phoenix Awards 2005 : prix pour sa contribution exceptionnelle
- Golden Rooster Awards 2005 : meilleur acteur dans un drame d'action pour New Police Story
- Hong Kong Film Awards 2005 : prix pour l'ensemble de sa carrière
- Kids' Choice Awards 2011 : meilleure bagarre dans un drame d'action pour Karaté Kid
- People's Choice Awards 2011 : star préféré de film d'action
- Golden Horse Film Festival 2013 : meilleure chorégraphie de scène d'action dans un film d'action pour Chinese Zodiac, partagé avec Jun He
- Hong Kong Film Awards 2013 : meilleure chorégraphie de scène d'action pour Chinese Zodiac, partagé avec Bradley James Allan et Jun He
- Oscars du cinéma 2017 : Oscars d'honneur

### Nominations
- Hong Kong Film Awards 1983 : meilleure chorégraphie d'une scène d'action pour Long xiao ye, partagé avec Hark-On Fung et Yuen Kuni
- Golden Horse Film Festival 1984 : meilleur acteur dans un film d'action Le Marin des mers de Chine ('A' gai waak)
- Hong Kong Film Awards 1985 : meilleur acteur dans un film d'action pour Le Marin des mers de Chine ('A' gai waak)
- Hong Kong Film Awards 1986 :
  - meilleur acteur dans un film d'action pour Police Story et First Mission
  - meilleur réalisateur pour Police Story
- Hong Kong Film Awards 1990 : meilleur acteur dans un film d'action pour Big Brother (Ji ji)
- Hong Kong Film Awards 1993 :
  - meilleur acteur dans un film d'action pour Supercop 2 (Chao ji ji hua)
  - meilleur acteur dans un film d'action pour Supercop 2
- Hong Kong Film Awards 1994 :
  - meilleur acteur dans un film d'action pour Crime Story (Cung on zo)
  - meilleure chorégraphie d'une scène d'action pour Crime Story
- Hong Kong Film Awards 1996 : meilleur acteur dans un film d'action pour Jackie Chan dans le Bronx
- MTV Movie Awards 1996 : meilleur combat dans un film d'action pour Jackie Chan dans le Bronx
- Hong Kong Film Awards 1997 : meilleur acteur dans un film d'action pour Contre-attaque
- MTV Movie Awards 1997 : meilleur combat dans un film d'action pour Contre-attaque
- Hong Kong Film Awards 1999 : meilleur acteur dans un film d'action pour Who Am I? (Ngo si seoi)
- MTV Movie Awards 1999 : meilleur combat dans un film d'action pour Rush Hour, partagé avec Chris Tucker
- Hong Kong Film Awards 2000 : meilleure chorégraphie d'une scène d'action pour Jackie Chan à Hong Kong
- Daytime Emmy Awards 2002 : meilleure interprétation dans un programme d'animation pour Jackie Chan
- Kids' Choice Awards 2002 : star masculine préférée dans un film d'action pour Rush Hour 2
- MTV Movie Awards 2002 : meilleure équipe à l'écran dans un film d'action pour Rush Hour 2, partagé avec Chris Tucker
- Teen Choice Awards 2002 : meilleure alchimie à l'écran dans un film d'action pour Rush Hour 2, partagé avec Chris Tucker
- Kids' Choice Awards 2003 : star masculine préférée dans un film d'action pour Le Smoking
- MTV Movie Awards 2003 : meilleure équipe à l'écran dans un film d'action pour Shanghai Kid 2 partagé avec Owen Wilson
- Beijing Student Film Festival 2005 : meilleur acteur dans un film d'action pour New Police Story
- Blockbuster Entertainment Awards 2005 : équipe d'action préférée dans un film d'action pour Shanghai Kid 2, partagé avec Owen Wilson
- Hong Kong Film Awards 2005 : meilleur acteur dans un film d'action pour New Police Story
- Hong Kong Film Awards 2006 :
  - meilleure chanson dans un film d'action pour The Myth (Shen hua), partagé avec Hee-seon Kim
  - meilleure chorégraphie d'une scène d'action pour The Myth, partagé avec Stanley Tong et Tak Yuen
- Hundred Flowers Awards 2006 : meilleur acteur dans un film d'action pour New Police Story
- Hong Kong Film Awards 2007 : meilleure chorégraphie d'une scène d'action pour L'Expert de Hong-Kong (Bo bui gai wak), partagé avec Chung Chi Li
- MTV Movie Awards 2008 : meilleur combat dans un film d'action pour Rush Hour 3, partagé avec Chris Tucker et Mingming Sun
- People's Choice Awards 2008 : meilleur combat à l'écran dans un film d'action pour Rush Hour 3, partagé avec Chris Tucker
- Teen Choice Awards 2008 : meilleur acteur dans un film d'action pour Le Royaume interdit
- People's Choice Awards 2011 : meilleure équipe à l'écran dans un film d'action pour Karaté Kid, partagé avec Jaden Smith
- Hundred Flowers Awards 2014 : meilleur acteur dans un film d'action pour Chinese Zodiac

## Voix françaises
En France, William Coryn est la voix française régulière de Jackie Chan depuis le film Contre-attaque en 1996. Auparavant, Jacques Bernard et Guy Chapellier ont été les premières voix françaises régulières en alternance de l'acteur.
Au Québec, François L'Écuyer est la voix québécoise régulière de l'acteur.